# Avenida Ipiranga
L'Avenida Ipiranga è una delle arterie viarie più importanti della città di San Paolo in Brasile.

## Storia
Costituisce una delle più importanti strade della regione centrale. Lungo la strada si incontrano simboli della città come la Praca da República, l’Edifício Copan e l'Edifício Italia. Era uno dei principali centri economici e commerciali, bancari e di servizio della città di San Paolo. L’Avenida ebbe origine nel 1865 dall’unione di due vicoli dell’antica San Paolo.
L'intersezione con Avenida São João era considerata il cuore della città di San Paolo. L'asse Avenida São João - Avenida Ipiranga divenne il principale centro culturale e di intrattenimento della città nella prima metà del XX secolo. Ospitando la più grande concentrazione di cinema in città, considerata anche la più prestigiosa, questo asse prese il nome di Cinelândia Paulistana.

## Luoghi importanti
- Terraço Itália
- Edifício Copan (Progettato da Oscar Niemeyer)
- Piazza della Repubblica